# Luke Goss
Luke Damon Goss (Londen, 29 september 1968) is een Brits acteur en zanger.

## Carrière
Goss begon zijn carrière eind jaren tachtig als zanger en drummer bij de Britse Boyband Bros. In de band zong hij samen met zijn tweelingbroer Matt Goss en Graig Logan. Goss zong ook in musicals als Grease en What a Feeling. Hiermee richtte hij zich meer op acteren en verhuisde hij naar Amerika. Een van zijn eerste bekende filmrollen is die van de schurk 'Jared Nomak' in de film Blade II. Een andere film van regisseur Guillermo del Toro waar Goss ook in speelde was de film Hellboy II: The Golden Army. In de films van de Nederlandse regisseur Roel Reiné, Death Race 2 en Death Race 3: Inferno, speelde hij de hoofdrol van 'Carl Lucas'. In 2013 was Goss als Luther te zien in Red Widow, de Amerikaanse remake van de Nederlandse hitserie Penoza. In 2018 verscheen zijn regiedebuut Your Move. Naast zijn acteercarrière geeft Goss sinds 2017 ook reünieconcerten met Bros.

## Privé
Goss is in 1994 getrouwd met de zangeres Shirley Lewis. Ze zijn in 2007 definitief naar Los Angeles verhuisd maar hebben hun woning in Londen aangehouden.

## Filmografie
- Biblioteca Nacional de España: XX1623316
- Bibliothèque nationale de France: cb15069164s (data)
- Gemeinsame Normdatei: 11923551X
- International Standard Name Identifier: 0000 0001 1441 6099
- Library of Congress Control Number: no98070806
- MusicBrainz: a3089613-8bab-4ca4-a909-4135162660f6
- Nationale Bibliotheek van Tsjechië: xx0103648
- Nationale Bibliotheek van Israël: 987007340094605171
- Nederlandse Thesaurus van Auteursnamen: 272922471
- Virtual International Authority File: 35261859
- WorldCat: E39PBJkhMWQcpp6qtkRC4hTmBP